# Estación de Peñarroya-Pueblonuevo
Peñarroya-Pueblonuevo, originalmente denominada Peñarroya, es una estación de ferrocarril situada en el municipio español de Peñarroya-Pueblonuevo, en la provincia de Córdoba. Las instalaciones pertenecen a la red de Adif y cumplen funciones logísticas, principalmente.
Levantada originalmente como parte de la línea Almorchón-Belmez, la estación entró en servicio junto al resto del trazado en 1868. A comienzos del siglo XX las instalaciones absorbían un importante tráfico y de pasajeros de mercancías debido a que el entonces municipio de Peñarroya era un centro minero e industrial de primer orden. Esto conllevó que la estación tuviera una cierta importancia dentro de la red ferroviaria española. Su declive se inició tras el cierre de la línea Córdoba-Almorchón al tráfico de pasajeros, en 1974, si bien la estación ha continuado operativa para los trenes carboneros.

## Situación ferroviaria
La estación se encuentra en el punto kilométrico 56,8 de la línea férrea de ancho ibérico Almorchón-Mirabueno, si bien originalmente la estación pertenecía a la línea Almorchón-Belmez. Está situada a 525 metros de altitud sobre el nivel del mar. El trazado es de vía única y está sin electrificar.

## Historia

### Construcción y etapa de MZA
La estación entró en servicio el 1 de abril de 1868 con la apertura al tráfico la línea que buscaba unir Almorchón (Badajoz) con Belmez (Córdoba). La Compañía de Caminos de Hierro de Ciudad Real a Badajoz y de Almorchón a Belmez fue la impulsora de la línea y su gestora hasta abril de 1880, fecha en la cual fue absorbida por la compañía MZA. La estación de Peñarroya se encontraba situada junto al Cerco Industrial que poseía la Sociedad Minera y Metalúrgica de Peñarroya (SMMP), lo que permitía el transporte de ciertos tráficos de mercancías a otros puntos geográficos. Esta circunstancia hizo que la estación tuviera una cierta importancia dentro de la red ferroviaria. No obstate, la SMMP acabaría construyendo un ferrocarril de vía estrecha que unía Peñarroya con Puertollano y Fuente del Arco, habilitando para ello un edificio de viajeros y muelle de carga cerca de las instalaciones de la línea Almorchón-Belmez.

### Bajo RENFE y Adif

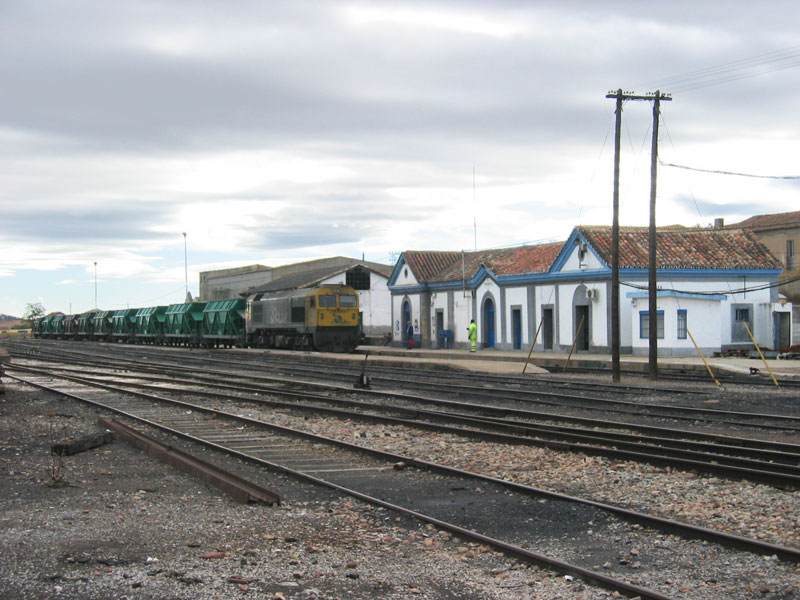
Un tren carbonero entrando en la estación, en octubre de 2005.

En 1941, con la nacionalización de la red de ancho ibérico, las instalaciones pasaron a integrarse en RENFE.
Bajo RENFE la estación continuó gozando de una cierta importancia, a pesar de la franca decadencia del complejo industrial de SMMP. Tras la inauguración en 1966 de la Central térmica de Puente Nuevo, al año siguiente se construyó un complejo ferroviario en la zona de El Porvenir, situado varios kilómetros al norte de la estación de Peñarroya. Esta instalación, que disponía de un cargadero de mineral, era empleada por los trenes carboneros que iban Puente Nuevo. La línea fue clausurada al tráfico de viajeros el 1 de abril de 1974, quedando limitada a los trenes de mercancías. Esto supuso el cierre de varias estaciones del trazado, si bien las instalaciones de Peñarroya-Pueblonuevo siguieron estando en servicio y dispusieron de personal adscrito a las mismas. Desde 2005, tras la extinción de RENFE, Adif es el titular de las instalaciones ferroviarias.

## La estación
La edificio principal de la estación es una edificación longitudinal de una sola altura con dos pequeños cuerpos laterales que lo abrazan. La construcción está formada por una sola crujía y cubierta de teja cerámica a dos aguas que. Se dispone de forma longitudinal en el eje este-oeste paralelo a la vía general y presenta permeabilidad transversal en los tres cuerpos en los que se divide a través de tres accesos. La composición de su fachada se caracteriza por la simetría formal y se potencia con la composición de huecos a través del eje formado por la puerta principal. En sus cercanías se encuentran otras edificiaciones, como un almacén de mercancías o unas letrinas.